# Davisson (cràter)
Davisson és un cràter d'impacte que es troba a la cara oculta de la Lluna, travessant la vora oriental del cràter més gran Leibnitz. Les seves rampes exteriors envaeixen parcialment la plataforma interior de Leibnitz. A l'est-nord-est de Davisson apareix el cràter Oppenheimer, una formació singular mica menor que Leibnitz.

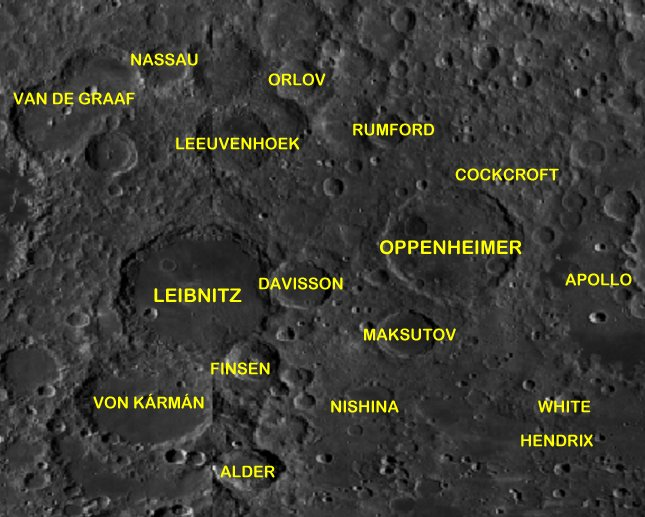
Localització de Davisson (centre de la imatge)
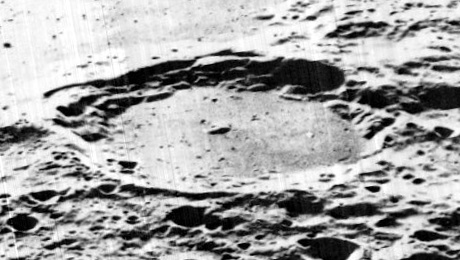
Vista obliqua des del Lunar Orbiter 5

La vora de Davisson s'ha erosionat considerablement per impactes posteriors, però conserva alguns detalls de la seva configuració original. Particularment al llarg de la cara oest, la paret interior mostra algunes terrasses. La vora està més gastada al llarg de la cara nord-est, sent més irregular al nord i al sud. El sòl interior és relativament pla i sense trets distintius, amb un mínim pic central lleugerament desplaçat cap al sud-oest del punt mig del cràter.
Aquest cràter rep el seu nom de Clinton Joseph Davisson (1881-1958) un físic estatunidenc que el 1927 va fer la primera observació experimental de la naturalesa ondulatòria dels electrons, pel qual va ser guardonat amb el Premi Nobel el 1937.